# Петър Георгиев (Годлево)
 Тази статия е за разложкия деец на ВМОРО.  За битолския вижте Петър Георгиев (Битоля).  За други хора със същото име вижте Петър Георгиев.
Петър (Петре) Попгеоргиев Константинов, известен като Петър Георгиев или Петър Попов, е български учител и революционер, разложки войвода на Вътрешната македоно-одринска революционна организация.

## Биография
Георгиев е роден в 1879 година в Годлево, в Османската империя, днес в България. В 1899 година завършва българското училище в Сяр. Работи като учител в разложките села Годлево и Елешница и Годлево. В 1900 година е назначен в Мехомия. Влиза във ВМОРО.
Става нелегален в 1902 година и влиза в околийската чета. Одговаря за канала през Годлево за Рилския манастир. На 5 септември е делегат на Банския конгрес на Разложка околия на Серски революционен окръг. По време на Илинденско-Преображенското въстание е определен за войвода на четата от Годлево. Георгиев взема участие, начело на четата си, в сраженията при Бачево, Разложко на 14 и 15 септември 1903 година. Присъединява се към сборната чета на Владимир Каназирев. Загива трагично на следващия ден, 16 септември, в местността Клинецо в Годлевската планина, Разложко.